# فنسنت أوجيه

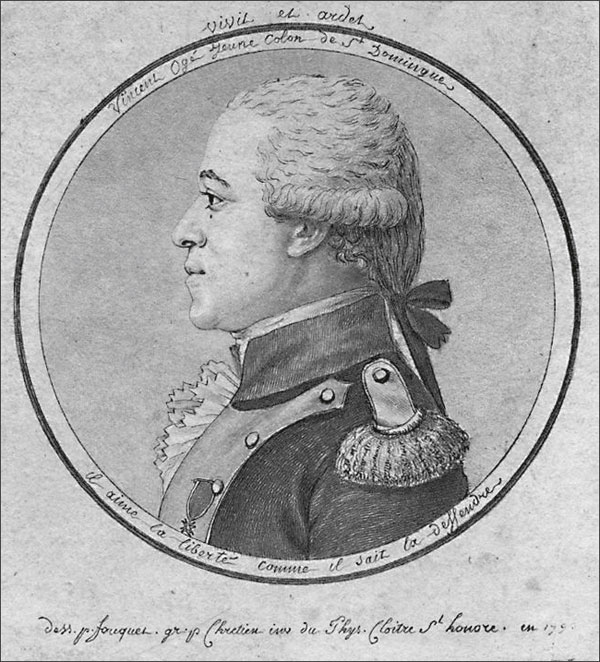
رسم بورتريه لفنسنت أوجيه

فنسنت أوجيه (1757 - 6 فبراير 1791 (العمر 33-34)) وقد كان تاجراً وضابطاً عسكرياً وصائغاً لعب دوراً رئيسياً في قيادة انتفاضة خاسرة ضد الإمبراطورية الاستعمارية الفرنسية في مستعمرة سانوهي الثورة التي أدت إلى استقلال هذه المستعمرة عن فرنسا، وقد تركت إرثاً مثيراً للجدل في هايتي ما بعد الاستقلالت سانتو دومينغو في عام 1790، وقد كان هو نفسه فرد من سلالة النخبة الاستعمارية، وقد بدأ بالتمرد الذي حدث قبل الثورة الهايتية مباشرة وهي الثورة التي أدت إلى استقلال هذه المستعمرة عن فرنسا، وقد تركت إرثاً مثيراً للجدل في هايتي ما بعد الاستقلال.

## بداية الحياة
ولد فنسنت أوجيه بمدينة دوندن في سانت دومينيك في عام 1757، وكانت سانت دومينيك في ذلك الوقت تشكل الجانب الغربي من جزيرة هسبنيولا، وقد كانت جزءا من مستعمرات فرنسا تحت الحكم الإمبراطورية الاستعمارية الفرنسية في جزر الهند الغربية، وكان والد أوجيه "جاك أوجيه" فرنسياً أبيض، ووالدته "آنجيليك أوسيه" إمرأة ملونة حرة،، وكان لديه أيضاً العديد من الإخوان والأخوات، وكانت عائلة أوجيه صاحبة مزرعة واسعة يديرها عدد من العمال العبيد والمصدر الرئيسي لثروة العائلة، وكان لدى أوسيه أيضاً عقداً لتوريد اللحوم إلى أسواق داندون.
في عام 1768 أوجيه أرسله والداه وهو في سن الحادية عشرة من عمره إلى بوردو في فرنسا حيث تدرب هناك لدى صائغ لمدة قرابة سبع سنوات، وفي عام 1775 عاد إلى سانت دومينيك بدلاً من العودة إلى داندون، وسكن أوجيه في العاصمة الاستعمارية كيب فرانسيس، وعمل لدى عمه فنسنت كوكيل عمولات في تجارة القهوة بالمستعمرة، خلال تلك الفترة حاز أوجيه على جزء من ملكية مزرعة العبيد الخاصة بعائلته، كذلك أصبح أوجي أيضاً مالكاً لرصيفٍ تجاري والذي كان يعمل فيه مع شركائه التجاريين الثلاثة.

## الأنشطة الثورية
في عام 1788، سافر أوجيه إلى فرنسا لتسوية ديونه وكذلك عرض العديد من القضايا المتعلقة بعائلته على مجلس الملك، وفي العام التالي مع بداية الثورة الفرنسية انضم أيضاً إلى صفوف هذه الثورة، وبعد أن رفض الغائبون البيض مقترحاته بإلغاء القوانين الاستعمارية التمييزية ضد الأشخاص الأحرار الملونين انضم إلى جماعة ضغط طالبت بالتمثيل السياسي في الجمعية الوطنية الفرنسية.
في عام 1788 سافر أوجيه إلى فرنسا للمرة الثانية، وبعد عام بدأت الثورة الفرنسية وقبل أوجيه الذي كان في باريس في ذلك الوقت بقضية الثوار، وفي أغسطس 1789 تناقش مع مجموعة من ملاك الأراضي الغائبين وحثهم على إلغاء القوانين التمييزية ضد الأشخاص الأحرار الملونين في سانت دومينيك، ولعدم قبول مقترحاته انضم أوجيه إلى مجموعة من الأشخاص الأحرار الملونين الذين يناضلون تحت قيادة المحامي الأبيض إتيان دي جولي من أجل الحصول على تمثيل الخلاسيين من المستعمرات في الجمعية التأسيسية الوطنية الفرنسية.
في أكتوبر 1789 تم تجنيد أوجيه كضابط في الحرس الوطني الفرنسي وفي الوقت نفسه انضم إلى المنظمات إلغاء العبودية في جمعية أصدقاء السود، ولم يمض وقت طويل قبل أن يصبح هو وجوليان ريموند قادة مجموعة دي جولي والشخصيات التي تعبر عن المطالب السياسية للملونين الأحرار في فرنسا، وفي الجمعية التأسيسية الوطنية أصروا على مساعيهم من أجل الحصول على حق التصويت للملونين الأحرار في سانت دومينيك وأن يكون لهم ممثلون لهم من أنفسهم، ومن هنا حيث أن كلاهما كانا مالكين للعبيد فقد دعما استمرار العبودية في المستعمرات.
في مارس 1790، أصدر ممثلو الجمعية التأسيسية الوطنية قانونا، حتى وإن كان بصياغة غامضة يُقر بمنح الأشخاص الأحرار الملونين في المستعمرات الفرنسية حقوق التصويت الكاملة، وبعد إقرار هذا القانون عاد أوجيه إلى سانت دومينيك، وقد سافر سرا حتى لا يلفت انتباه ملاك الأراضي المعادين، وفي إحدى هذه الرحلات توقف في لندن للتشاور مع المعارضين للعبودية في بريطانيا ومن بينهم توماس كلاركسون، وبعد لقائه مع كلاركسون الذي كان متفقاً أيضاً مع وجهات نظر أوجيه بشأن حقوق الأشخاص الأحرار الملونين، وسافر إلى سانت دومينيك عبر طريق تشارلستون في كارولينا الجنوبية.

## الاعتقال والإعدام
في 20 نوفمبر 1790 وقع أوجيه و23 ثائراً في أسر السلطات الاستعمارية في مدينة هنش ومن بينهم شاوانس حيث سلموا أنفسهم بعد الحصول على ضمان السلامة من الإسبان، ومع ذلك أحالت السلطات الاستعمارية الإسبانية أوجيه ورفاقه إلى نظرائهم الفرنسيين الذين أخذوا هؤلاء الثوار مع حراس مسلحين إلى كاب فرانس وسجنوهم، وفي يناير 1791 خضع أوجيه تحت الاستجواب من قبل المدعي العام الفرنسي بوكيه فيروان.
وبالنهاية تمت محاكمة أوجيه في فبراير 1791 من قبل الحكومة الاستعمارية في كاب فرانس، وحُكِم عليه بالإعدام، وتم إعدامه في 6 فبراير بحضور بلانش لاند والعديد من السياسيين من المجلس الاستعماري بعجلة الكسر. وقد كانت هذه العقوبة قد اُستخدمت من قَبل من قِبل الحكومة الاستعمارية ضد الثوار في تمرد العبيد.
بعد ستة أشهر من إعدام أوجيه بدأ العبيد ثورة بقيادة دوتي بوكمن أشعلت شرارة الثورة الهايتية، على الرغم من أن أوجيه لم يحارب أبداً العبودية نفسها، إلا أن عملية إعدامه، غالباً ما تم استخدامها من قبل العبيد الثوار خلال الثورة كمبرر لمواصلة المقاومة في مواجهة الحكومة الاستعمارية الفرنسية بدلاً من قبول معاهدات السلام، وبعد معركة من اثني عشر عاماً نجح الثوار في الإطاحة بالحكم الفرنسي في سانت دومينيك.
بين الأميركيين من أصل أفريقي، كان أوجي يتذكرونه بشكل إيجابي خلال فترة ما قبل الحرب الأهلية.